# The Chain (Buffy Comic)
Pour les articles homonymes, voir The Chain.
The Chain (en français La Chaîne) est le cinquième numéro du Comic book Buffy contre les Vampires Saison huit. C'est un one-shot racontant la vie de la Tueuse qui se fait passer pour Buffy Summers pour aller combattre les démons souterrains. Buffy parle d'elle pour la première fois au début de Un long retour au bercail (The Long Way Home).

## Résumé
La narration se fait du point de vue de la Tueuse et commence par la scène de sa mort où un démon cornu brandit son corps par-dessus lui en disant "Buffy. Le récit alterne ensuite entre l'appel de la Tueuse, c'est-à-dire pendant la fin de La Fin des temps, partie 2, où elle sauve ses amis en se jetant devant un camion; son exploration souterraine qui aboutit à sa mort, où elle est notamment guidée par des fées; et enfin, sa préparation, de la présentation de la lignée des Tueuses par Giles à son engagement dans sa mission en tant que doublure de Buffy. Sa préparation évoque notamment la chaîne qui lie entre elles toutes les Tueuses. On y voit notamment la Première Tueuse, la Tueuse vertueuse, Naayéé'neizgháni, Nikki Wood, Elizabeth Weston, Anni Sonnenblume et Xin Rong.

## Production
Cet épisode a été publié deux mois après Un long retour au bercail (The Long Way Home), partie 4 alors que la publication régulière des comics de la saison 8 est d'une fois par mois. Scott Allie a expliqué dans "Slay The Critics" de ce comic que c'était pour des raisons de planification.
L'éditeur Scott Allie a déclaré que cet épisode tenait à cœur à Joss Whedon et que s'il avait été tourné, celui-ci l'aurait réalisé lui-même. Joss Whedon révèlera par la suite que cette histoire est un hommage à Janie Kleinman, une employée de la 20th Century Fox qui a travaillé tout au long du tournage de la série et qui est décédée d'un cancer fin 2006. Il dit d'elle qu'« elle n'a jamais révélé ses problèmes : elle était trop occupée à gérer les [leurs] ». Comme elle, la doublure de Buffy « est inconnue des fans », « qui a affronté des horreurs pires que celles que Buffy n'ait eu à affronter » et « qui ne pense pas à sauver sa propre vie mais à protéger ce qui fait que la vie en vaut la peine en sacrifiant la sienne ».

## Réception
Dans le Harvard Independent, le critique Truc Doan dit que "l'histoire de la mort d'une tueuse anonyme après qu'elle fut devenue la doublure de Buffy, correspond à l'écriture de Whedon et au comic en général au sommet de son art. Il a créé un réseau complexe et stimulant intellectuellement à partir de quelques pages avec peu de dialogues et quelques images instantanées". "The Chain part de l'histoire personnelle pour aboutir à un univers à structures multiples, une où la signification métaphorique n'est pas uniquement le féminisme mais aussi la guerre, les devoirs sociaux et la lutte entre les valeurs personnelles et une réalité qui ne change pas. C'est l'histoire d'une fille ordinaire, une qui aurait pu traverser la rue sans y penser à deux fois et comment elle a grandi, comment elle s'est créée une identité, a accepté la responsabilité qui vient avec le pouvoir et a sauvé le monde en chemin. C'est de ça dont parle Buffy contre les vampires."